# أليس فلمنج
أليس فلمنج (بالإنجليزية: Alice Fleming) هي ممثلة أمريكية، ولدت في 9 أغسطس 1882 في بروكلين في الولايات المتحدة، وتوفيت في 6 ديسمبر 1952 في نيويورك في الولايات المتحدة.

## وصلات خارجية
- أليس فلمنج على موقع IMDb (الإنجليزية)
- أليس فلمنج على موقع قاعدة بيانات برودواي على الإنترنت (الإنجليزية)
- أليس فلمنج على موقع قاعدة بيانات الفيلم (الإنجليزية)